# لاري بوك
لاري بوك (بالإنجليزية: Larry Bock)‏ هو مسير أعمال أمريكي، ولد في 21 سبتمبر 1959 في بروكلين في الولايات المتحدة، وتوفي في 6 يوليو 2016 بسبب سرطان البنكرياس.